# Pokrivenik
Veliki i Mali Pokrivenik su uvale na sjevernoj obali Hvara, između Poljica i Gdinja.
Uvale su dosta velike i dobro zaštićena od vjetrova, a imaju i po nekoliko starih ribarskih kuća i pristanište. 
Samo dno uvale Pokrivenik je prekrasna plaža, s obje strane oivičena visokim stijenama, prepunim špilja. U špilji Badanj, 20m nad morem, pronađeni su tragovi neolitske kulture. Špilju je istraživao hrvatski povjesničar Grga Novak.

## Vanjske poveznice
- Pokrivenik  Arhivirana inačica izvorne stranice od 29. ožujka 2009. (Wayback Machine) na jelsa.hr